# 佩金猶太會堂

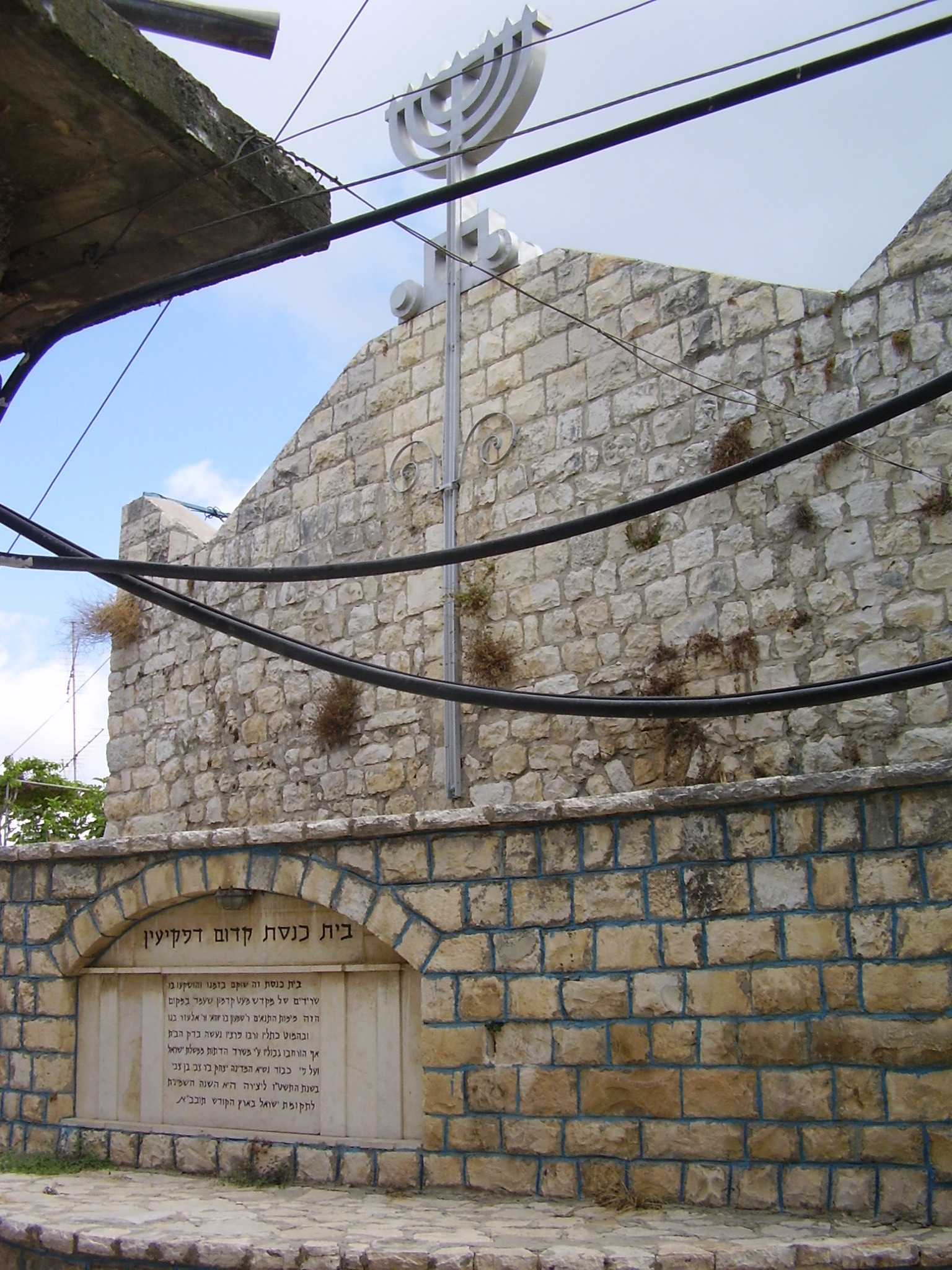
佩金猶太會堂

佩金猶太會堂（希伯來語：‎）是以色列北部區城鎮佩金的一座猶太會堂。建築材料據傳使用了兩塊耶路撒冷猶太聖殿的石頭。1926年和1930年，在佩金猶太會堂發現了兩塊古代石碑。1955年，佩金猶太會堂進行了翻新。